# Стоян Караиванов
Стоян Иванов Караиванов е български валдхорнист и музикален педагог, професор в Академията за музикално, танцово и изобразително изкуство „Проф. Асен Диамандиев“ в Пловдив.

## Биография
Роден е през 1941 г. в Пловдив. Учи валдхорна при Димитър Вълканов в Средното музикално училище в родния си град. Следва в Държавната музикална академия в София в класа на професор Карел Стари. Като студент участва в много солови и камерни изяви и в образователни концерти на „Народните университети по музика“ в България. Специализира валдхорна, камерна музика и методика на преподаването им в Ленинградската консерватория при професор Виталий Буяновски, както и в майсторските класове на професор Петер Дам в Дрезден, Германия и професор Франташек Шолц в Бърно, Чехословакия. От 1964 г. е педагог по валдхорна, камерна музика, методика на обучението по духови инструменти и други дисциплини в Академията за музикално и танцово изкуство, Средно музикално училище „Добрин Петков“ в Пловдив и Средно музикално училище „Христина Морфова“ в Стара Загора. През 1984 г. е удостоен с педагогическото звание „Главен учител“, а от 1989 г. е доцент.
Паралелно с преподавателската си дейност концертрира като солист и камерен изпълнител, осъщестява записи и предавания по радиото и телевизията – Пловдив, Санкт Петербург, Бърно, Кишинев. Сътрудничи на симфонични, оперни и камерни оркестри. Съосновател е на Клавирен духов квартет и Пловдивско брас трио. Участва в провеждането на майсторски класове и квалификационни курсове за валдхорнисти в Русия, Полша, Молдова, Беларус, Румъния, Гърция.
Автор е на над 150 творби, теоретични разработки и музикална литература, издадени в България, Нидерландия, Германия, САЩ, Украйна и други. Множество негови възпитаници са лауреати на международни и национални конкурси. Член е на международни валдхорнови асоциации в САЩ, Франция, Англия, Русия.
През 2021 г. е удостоен с орден „Св. св. Кирил и Методий“.